# Коке (футболист, 1983)
Се́рхио Контре́рас Па́рдо (исп. Sergio Contreras Pardo, известный также как Коке; 27 апреля 1983, Малага) — испанский футболист, нападающий.

## Карьера
Начинал футбольную карьеру в клубе «Малага» из своего родного города. Коке прошёл путь от юниорской до основной команды, в которой дебютировал в сезоне 2002/03 и провёл 6 матчей, забив один гол. Однако на следующий после своего дебюта сезон он снова был отправлен во вторую команду «Малаги».
После года в кантере, Коке перебрался в марсельский «Олимпик» из Франции, так как клубу нужна была замена покинувшему команду Дмитрию Сычёву. В своём первом французском сезоне игрок провёл десять матчей и не забил ни одного мяча. В следующем сезоне он улучшил свою статистику, забив 5 голов в 24 матчах. В своём третьем сезоне за этот клуб он проиграл конкуренцию Мамаду Ньянгу и Тофилье Молиде и провёл всего девять матчей, забив один гол.
Зимой 2006 года Коке на правах аренды перешёл в португальский «Спортинг», где практически не играл, несмотря на дубль в ворота «Жил Висенте».
Появление в «Олимпике» Джибриля Сиссе лишило Коке всех шансов на попадание в состав, и в августе 2006 года он подписал трёхлетний контракт с греческим «Арисом». Тогда в клубе было много испанских игроков, и Коке быстро там освоился. В дебютном сезоне игрок внёс существенный в завоевание «Арисом» четвёртого места, забив десять голов. В сезоне 2007/08 он забил ещё десять мячей, прибавив к ним и гол «Црвене звезде» в матче Кубка УЕФА. В июле 2008 года Коке подписал новый пятилетний контракт и получил должность вице-капитана. В последующих сезонах он несколько раз выводил команду в качестве капитана.
В апреле 2011 года Коке перешёл в американское «Хьюстон Динамо». Дебютировал в клубе 29 апреля в матче против «Ди Си Юнайтед» (4:1). 21 мая в матче против «Нью-Йорк Ред Буллз» (2:2) забил свой первый гол в MLS. Однако футболист не смог закрепиться в команде и в конце мая расторг контракт.
В сентябре игрок вернулся в Испанию, подписав контракт с новичком Примеры «Райо Вальекано». 23 октября дебютировал в команде, забив на 88-й минуте гол с пенальти «Бетису». Но игрок был недоволен редким попаданием в состав и в январе расторг контракт.
В январе Коке на правах свободного агента перешёл в азербайджанский «Баку».

## Достижения
- Победитель Кубка Интертото: 2005

## Личная жизнь
Есть дочь Мария-Эмира от первого брака и дочь Валерия от второго брака.
В Греции, в свободное от футбола время, занимался баскетболом и провёл несколько игр в составе баскетбольного «Ариса».